# Креантор, Симона
Симона Креантор (фр. Simone Créantor; 2 июня 1948, Grand-Bourg — 16 января 2020, Монтрёй) — французская легкоатлетка, специалистка по толканию ядра. Выступала на профессиональном уровне в 1970-х и 1980-х годах, обладательница двух серебряных медалей Средиземноморских игр, многократная чемпионка Франции, участница ряда крупных международных стартов.

## Биография
Симона Креантор родилась 2 июня 1948 года в коммуне Гран-Бур на острове Мари-Галант, Гваделупа.
Первых серьёзных успехов в лёгкой атлетике добилась в сезоне 1972 года, когда выиграла зимний и летний чемпионаты Франции в толкании ядра. Впоследствии в течение двух десятилетий входила в число сильнейших французских толкательниц, неоднократно становилась национальной чемпионкой в данной дисциплине.
В 1981 году в составе французской сборной выступила на чемпионате Европы в помещении в Гренобле, где в программе толкания ядра показала девятый результат.
В 1982 году толкала ядро на чемпионате Европы в помещении в Милане, с результатом 16,79 была пятой.
В 1983 году на чемпионате Европы в помещении в Будапеште заняла седьмое место. Представляла Францию на Средиземноморских играх в Касабланке, где в зачёте толкания ядра стала серебряной призёркой.
В 1984 году стала восьмой на чемпионате Европы в помещении в Гётеборге, на домашних соревнованиях в Кретее установила свой личный рекорд — 17,45 метра (на то время национальный рекорд Франции). Пыталась пройти отбор на Олимпийские игры в Лос-Анджелесе, но из-за травмы не смогла этого сделать.
В 1985 году была шестой на Всемирных легкоатлетических играх в помещении в Париже, восьмой на чемпионате Европы в помещении в Пирее, второй на международном турнире Атлетиссима в Лозанне.
На Средиземноморских играх 1987 года в Латакии вновь завоевала серебряную награду, уступив только итальянке Аньезе Маффеис.
Умерла 12 февраля 2020 года в муниципалитете Монтрёй в возрасте 71 года.